# Ali Alipour

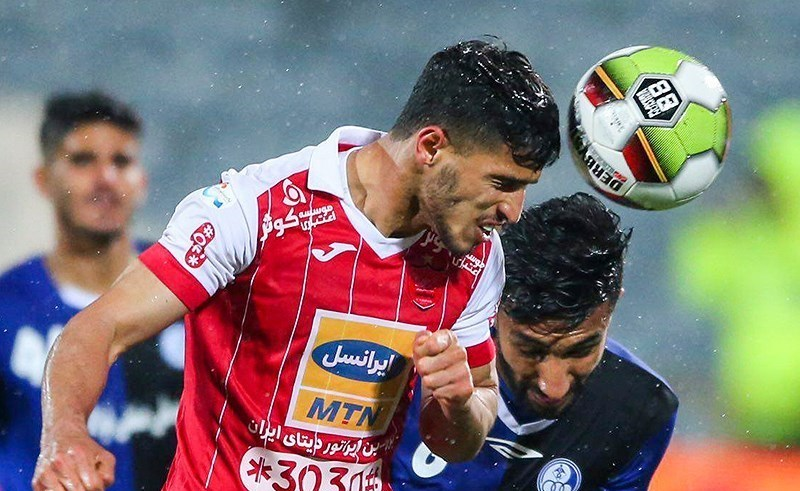
Alipour

Ali Alipour (pers. علی علیپور; ur. 2 lipca 1994 w Qaem Shahrze) – irański piłkarz grający na pozycji napastnika. Od 2015 roku jest zawodnikiem klubu Persepolis FC.